# Fridtjof Mjøen

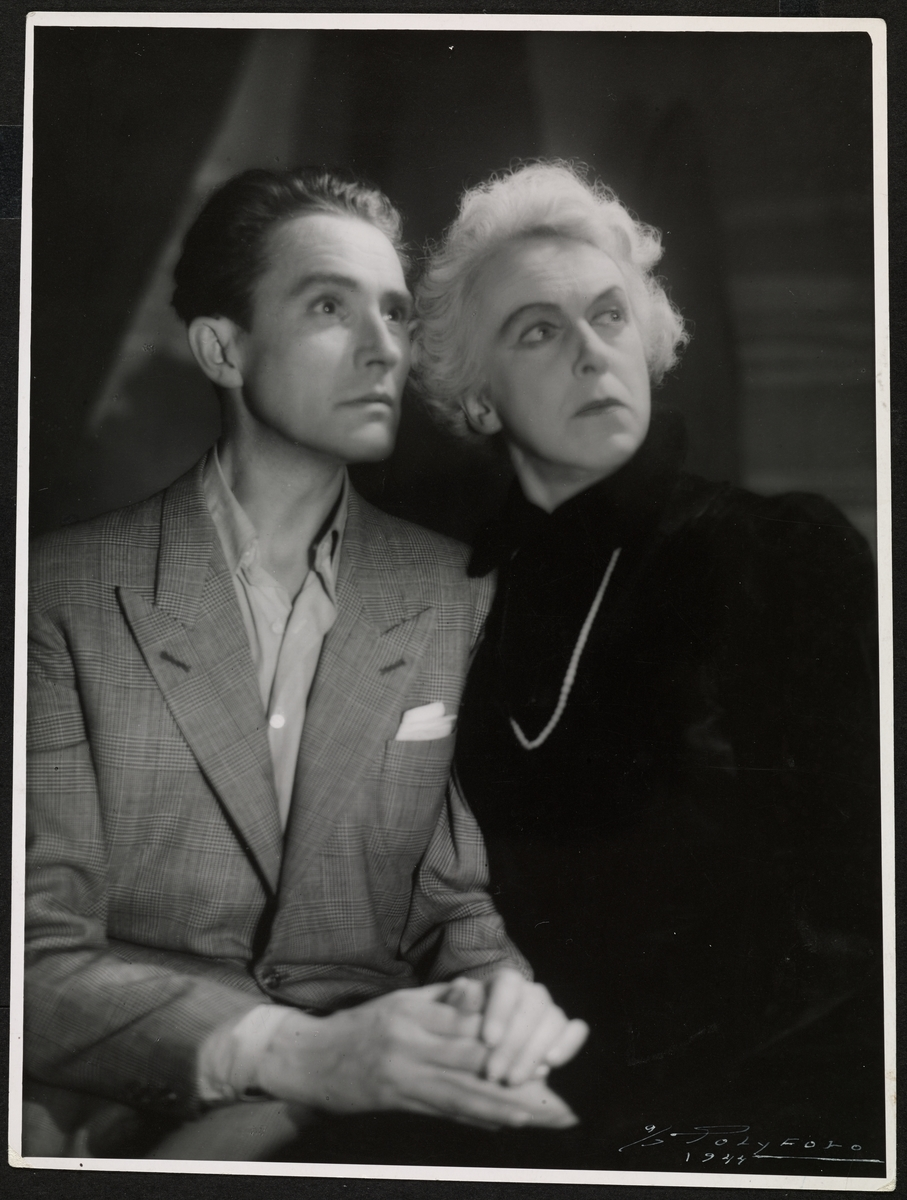
Fridtjof Mjøen och Ellen Isefiær på Carl Johan-Teatern i Oslo 1944.

Fridtjof Mjøen, född 3 augusti 1897 i Magdeburg, Tyskland, död 21 oktober 1967 i Oslo, var en norsk skådespelare.
Han medverkade i svensk-norska filmproduktioner. Mjøen var bror till skådespelarna Jon Lennart och Sonja Mjøen.
Han gifte sig 1930 med den svenska tecknaren Birgitta Lilliehöök (1899–1990).

## Filmografi (urval)
- 1928 – Bergenstoget plyndret inatt
- 1933 – En stille flirt
- 1940 – En, men ett lejon!
- 1942 – Den farlige leken
- 1943 – Vigdis
- 1946 – Jag var fånge på Grini
- 1948 – Trollforsen
- 1953 – Den evige Eva
- 1953 – Brudebuketten
- 1954 – Heksenetter
- 1954 – I moralens navn
- 1955 – Ute blåser sommarvind
- 1956 – Roser til Monica
- 1956 – Kvinnens plass
- 1961 – Oss atomforskere imellom
- 1961 – Hans Nielsen Hauge

## Scenroller (urval)
- 1931 – Adolphe Gatouillat i Hennes to menn av André Mouézy-Éon och Félix Gandéra, regi Theodor Berge, Det Nye Teater[1]